# 창모
창모(영어: CHANGMO, 본명: 구창모, 1994년 5월 31일 ~ )는 대한민국의 가수 겸 래퍼 및 음악 프로듀서이다. 
피아노를 이용한 작곡을 위주로 하고 있는 래퍼이다.
과거에는 '루페'라는 예명을 사용한 적이 있으며, 현재 해체된 일리네어 레코즈 산하 레이블인 앰비션 뮤직에 소속되어 있었으나 2025년 4월, 계약이 혜지되며 레이블 'Morient'를 세웠다.

## 학력
- 덕소중학교 졸업
- 덕소고등학교 졸업

## 경력
창모는 1994년 강원도 정선군에서 태어났다. 다섯 살 때부터 열아홉 살까지 피아노를 연주하였고, 힙합 음악은 열네 살 때부터 음악 채널을 통하여 접하기 시작하여 투팍의 음악을 접하면서 본격적으로 힙합에 관심을 갖게 되었다. 창모는 피아노를 전공하기 위해 버클리 음악 대학에 지원하여 합격했지만 경제적인 문제로 포기하고, 스무 살부터 믹스테입을 만들기 시작하였다.
2014년에 첫 번째 싱글《갱스터》(Gangster)를 발표하였으나 슬럼프를 겪어 한 동안 음악을 발표하지 못하다가, 3월에 EP《모타운》(M O T O W N)을 발표하면서 재기하였고, 같은 해 4월에 싱글《담배》, 7월에 EP《돈 벌 시간 2》를 발표하였다. 10월에는 현재 해체된 일리네어 레코즈 산하의 앰비션 뮤직에 합류하였고, 12월에 EP《돈 벌 시간 3》를 발표하였다. 이어서 2017년 5월 24일에 《돈 번 순간》을 발표하였고, 2018년에 EP 《닿는 순간》을 발표하였다. 그리고 2019년에 그의 첫 정규앨범인《Boyhood》를 발표하였다. Boyhood의 앨범의 타이틀곡인 'METEOR'는 멜론차트 1위를 달성했고, 수록곡 '빌었어'는 멜론차트 10위에 도달했다. 2020년 6월 3일에는 창모의 컴필레이션 믹스테입인《BIPOLAR》을 발표하였다.2019년에 딩고에서 킬링벌스를 한 적이 있다.

## 출연작
- 2014년 Mnet 《Show Me The Money 3》 - 참가자(1차 예선 탈락)
- 2017년 Mnet 《Show Me The Money 6》 - 피쳐링
- 2018년 Mnet 《Show Me The Money 777》 - 프로듀서
- 2019년 Mnet 《고등래퍼 3》 - 피처링
- 2021년 Mnet 《고등래퍼 4》 - 멘토

## 디스코그래피

### 믹스테잎
- 돈벌준비 #DBJB (2013.08.26) 앨범전곡듣기 보관됨 2021-02-25 - 웨이백 머신
- 돈벌시간 (2013.12.30) 앨범전곡듣기 보관됨 2021-01-24 - 웨이백 머신
- 별될준비 (2014.10.21) 앨범전곡듣기 보관됨 2021-01-24 - 웨이백 머신
- Incomplete (2015.11.03) 앨범전곡듣기 보관됨 2019-09-15 - 웨이백 머신
- WELCOME TO MOTOWN (2016.02.01) 앨범전곡듣기 보관됨 2019-11-08 - 웨이백 머신

### 싱글
- Gangster (2014.06.10)
- 담배 (2016.04.22)
- 'BLUE MOON' with 효린 (2017.04.14)
- BOY (2017.09.04)
- 'No Switchin Sides' with The Quiett, Dok2, Hash Swan (2017.11.16)
- 'Maserati & Porsche' with 수퍼비 (2018.12.21)
- 'The Fearless Ones' with 더 콰이엇, 식케이, 빈지노 (2019.05.15)
- '비워(beer)' with hash swan, ASH ISLAND, 김효은, Leellamarz, 더 콰이엇 (2019.6.28)
- 'Band' with hash swan, ASH ISLAND, 김효은
- 'PAY DAY with KozyPop' with 정기고, ASH ISLAND (2020.02.27)
- COUNTIN MY GUAP (2020.05.22)
- Swoosh Flow Remix (2020.08.03)
- 광장동에서 (2020.11.13)
- 가장 특별의 존재(2021.6.7)
- It ain't personal

### EP
- M O T O W N (2016.03.18)
- 돈 벌 시간 2 (2016.07.21)
- 돈 벌 시간 3 (2016.12.15)
- 닿는 순간 (2018.06.11)
- BIPOLAR (2020.06.03)

### 정규
- Boyhood (2019.11.29)
- UNDERGROUND ROCKSTAR

### 비정규
- 돈 번 순간 (2017.05.24)

### 사운드 트랙
- 보이스 OST Part 3 '내 귀는 열려' (2017.03.05)
- 최고의 한방 OST Part 7 'I Always' (2017.07.01)

## 수상 목록
- 2020년 한국 힙합 어위즈 올해의 힙합 트랙
- 2021년 골든디스크 어워즈 베스트 R&B 힙합상
- 2021년 제10회《가온차트 뮤직 어워즈》올해의 음반 제작상

## 별명
- '본인등판'이라는 프로그램에서 크롱과 닮았다는 소리를 자주 듣는다고 밝혔다.
- 가수 수퍼비와 조합이 잘맞아 두명의 가수가 같이 노래를 낼 때 두명의 가수의 이름을 합친 '창퍼비'라고 한다.

## 같이 보기
- 수퍼비
- Ambition Musik
- 웨이체드
- 더 콰이엇